# Urcerey
Urcerey är en kommun i departementet Territoire de Belfort i regionen Bourgogne-Franche-Comté i östra Frankrike. Kommunen ligger i kantonen Châtenois-les-Forges som tillhör arrondissementet Belfort. År 2022 hade Urcerey 253 invånare.

## Befolkningsutveckling
Antalet invånare i kommunen Urcerey
| Referens: INSEE |